# ジョン (犬)
ジョン（犬）（じょん（いぬ））は、オルガンの弾き語りをする女性のソロユニットである。

## 来歴
1994年春より音楽活動を開始。後に全身リアルなオオカミの着ぐるみを着て、足踏みオルガンを弾き語るスタイルでライブ活動を行うようになった。
ソロの他、HIKO（GAUZE）とのユニット『犬彦』、知久寿焼らとのユニット『17（いーな）』等で活動している。

## ディスコグラフィー

### アルバム
- "JON" (1995) OZ Disc
- "SMOKE" (1996) TZADIK
- "( )" 「JON&UTUNOMIA」名義 (1998) HOREN
- "カセット盤" (1999) OZ Disc
- "ジョン(犬)から、へっこむディスク凹" (2004) ENBAN

### ＤＶＤ
- "DOG ON THE TV" DVD-R